# Juillac-le-Coq

Juillac-le-Coq este o comună în departamentul Charente, Franța. În 1 ianuarie 2022 avea o populație de 655 de locuitori.